# Меттью Кома
Меттью Беар, сценічне ім'я Меттью Кома (англ. Matthew Bair; 2 червня 1987; Сіфорд, Нью-Йорк, США) — американський співак, автор пісень, ді-джей та музичний продюсер у стилях поп-музики, панк-року, EDM та хіп-хопу. Будучи співавтором пісень, співпрацював із багатьма виконавцями: Гіларі Дафф, Себастьян Інгроссо, Zedd, Карлі Рей Джепсен, Шанайя Твейн та інші.

## Життєпис
Меттью Беар народився 2 червня 1987 у американському місті Сіфорд на Лонг-Айленд штату Нью-Йорк.

## Особисте життя
У січні 2017 Кома почав зустрічатися із поп-співачкою/акторкою Гіларі Дафф. 8 червня 2018 на своїй сторінці в Instagram Дафф повідомила, що разом із Комою чекають на свою дитину. 25 жовтня 2018 у Коми та Дафф народилася дочка, Бенкс Вайолет Беар.

## Дискографія
Міні-альбоми
- 2012: Parachute
- 2013: The Cherrytree Sessions

### Написані пісні
| Пісня                                                                     | Рік  | Виконавець              | Альбом                     |
| ------------------------------------------------------------------------- | ---- | ----------------------- | -------------------------- |
| "Clarity" (featuring Foxes)                                               | 2012 | Zedd                    | Clarity                    |
| "Talk Dirty"                                                              | 2012 | Black Cards             | Use Your Disillusion EP    |
| "Put Your Graffiti on Me"                                                 | 2012 | Катерина Ґрехем         | Against the Wall           |
| "Heart Killer"                                                            | 2012 | Катерина Ґрехем         | Against the Wall           |
| "Turn Up the Love"                                                        | 2012 | Far East Movement       | Dirty Bass                 |
| "This Kiss"                                                               | 2012 | Карлі Рей Джепсен       | Kiss                       |
| "Hurt So Good"                                                            | 2012 | Карлі Рей Джепсен       | Kiss                       |
| "More Than a Memory"                                                      | 2012 | Карлі Рей Джепсен       | Kiss                       |
| "I Know You Have a Girlfriend"                                            | 2012 | Карлі Рей Джепсен       | Kiss                       |
| "Sweetie"                                                                 | 2012 | Карлі Рей Джепсен       | Kiss                       |
| "Melt with You"                                                           | 2012 | Карлі Рей Джепсен       | Kiss                       |
| "Almost Said It"                                                          | 2012 | Карлі Рей Джепсен       | Kiss                       |
| "Calling (Lose My Mind)" (with Alesso featuring Ryan Tedder)              | 2012 | Себастьян Інгроссо      | Until Now                  |
| "Take a Picture"                                                          | 2013 | Карлі Рей Джепсен       | Non-album single           |
| "A Town Called Paradise" (featuring Zac Barnett)                          | 2014 | Tiesto                  | A Town Called Paradise     |
| "Set Yourself Free" (featuring Krewella)                                  | 2014 | Tiesto                  | A Town Called Paradise     |
| "Body Talk (Mammoth)" (with Like Mike & Moguai featuring Julian Perretta) | 2014 | Dimitri Vegas           | Non-album single           |
| "Someone"                                                                 | 2015 | Келлі Кларксон          | Piece by Piece             |
| "City Of Love"                                                            | 2015 | Мілен Фармер            | Interstellaires            |
| "Confetti"                                                                | 2015 | Гіларі Дафф             | Breathe In. Breathe Out.   |
| "Breathe In. Breathe Out."                                                | 2015 | Гіларі Дафф             | Breathe In. Breathe Out.   |
| "Arms Around a Memory"                                                    | 2015 | Гіларі Дафф             | Breathe In. Breathe Out.   |
| "Addicted to a Memory" (featuring Bahari)                                 | 2015 | Zedd                    | True Colors                |
| "Stay Awake"                                                              | 2015 | Bryan Rice              | Here Me As I Am            |
| "Home Now"                                                                | 2017 | Шанайя Твейн            | Now                        |
| "Who's Gonna Be Your Girl"                                                | 2017 | Шанайя Твейн            | Now                        |
| "Roll Me on the River"                                                    | 2017 | Шанайя Твейн            | Now                        |
| "Life's About to Get Good"                                                | 2017 | Шанайя Твейн            | Now                        |
| "Another Friend" (with Tep No)                                            | 2018 | Kiso                    | Non-album single           |
| "Babylon"                                                                 | 2018 | 5 Seconds of Summer     | Youngblood                 |
| "On the 5"                                                                | 2018 | Winnetka Bowling League | Winnetka Bowling League EP |
| "Feeling California"                                                      | 2018 | Winnetka Bowling League | Winnetka Bowling League EP |
| "Feeling Myself"                                                          | 2018 | The Knocks              | New York Narcotic          |